# 谢义炳
谢义炳（1917年4月3日—1995年8月24日），男，湖南新田人，中国气象学家，曾任北京大学教授。

## 生平
1940年毕业于清华大学。1943年毕业于浙江大学，获得硕士学位，1949年毕业于芝加哥大学，获博士学位。
1980年当选为中国科学院学部委员（院士）。